# Alper Çetin Tezeren
Alper Çetin Tezeren (* 1944 in Gebze, Provinz Kocaeli) ist ein ehemaliger türkischer Konteradmiral, der unter anderem zwischen 1996 und 1998 Oberkommandierender der Küstenwache (Türk Sahil Güvenlik Komutanlığı) war.

## Leben

### Ausbildung und Verwendung als Seeoffizier
Tezeren trat nach dem Schulbesuch 1958 in die Seekadettenanstalt (Deniz Lisesi) ein und begann nach deren Beendigung 1963 eine Ausbildung an der Marineschule (Deniz Harp Okulu), wo er zum Unterleutnant (Asteğmen) befördert wurde. Nach deren Abschluss 1965 fand er Verwendung auf verschiedenen Schiffen sowie Kommandostellen der Marine (Türk Deniz Kuvvetleri) wie zum Beispiel als Zweiter Schiffsingenieur der TCG Çarşamba (A-594), eines Minensuchbootes der Auk-Klasse, und als Erster Offizier des Torpedoschnellbootes TCG Atmaca (P-322). Er war zwischen 1972 und 1974 Absolvent der Marineakademie (Deniz Harp Akademisi) sowie im Anschluss zwischen 1974 und 1978 Leiter des Planungs- und Verwaltungsreferats der Personalabteilung im Oberkommando der Marine. Danach war er erster Kommandant der TCG Martı (P-341), eines am 28. Juli 1977 vom Stapel gelassenen und am 1. August 1978 offiziell in Dienst genommenen Flugkörperschnellbootes der Doğan-Klasse. 1979 folgte ein Besuch der Streitkräfteakademie (Silahlı Kuvvetler Akademisi), dem sich Verwendungen als Kommandant des Torpedoschnellbootes TCG Pelikan (P-326) sowie als Erster Offizier der TCG Adatepe (D-353), eines Zerstörers der Gearing-Klasse, anschlossen.
Daraufhin fand Tezeren von 1980 bis 1983 Verwendung als Ausbildungsoffizier in der Nachrichtendienstabteilung im Hauptquartier der Alliierten Streitkräfte der NATO in Südeuropa AFSOUTH (Allied Forces Southern Europe) in Neapel und fungierte anschließend von 1983 bis 1985 als Kommandant des ebenfalls zur Gearing-Klasse gehörenden Zerstörers TCG Yücetepe (D-345). Er war danach von 1985 bis 1987 Ausbildungsleiter der Marineschule und absolvierte in dieser Zeit 1986 einen Lehrgang an der Nationalen Sicherheitsakademie (Milli Güvenlik Akademisi), ehe er von 1987 bis 1989 Generalsekretär im Oberkommando der Marine war. Daraufhin fungierte er zwischen 1989 und 1990 als Kommodore der I. Schnellbootflottille sowie von 1990 bis 1991 als Leiter der operativen Gruppe des Flottenkommandos.

### Aufstieg zum Konteradmiral
Am 30. August 1991 wurde Tezeren zum Flottillenadmiral (Tuğamiral) befördert und übernahm anschließend zwischen 1991 und 1992 den Posten des Chefs des Stabes des Flottenkommandos (Donanma Komutanlığı). Daraufhin wechselte er von 1992 bis 1995 ins Hauptquartier der NATO nach Brüssel, wo er als Leiter der Nachrichtendienstabteilung des NATO-Militärausschusses tätig war. Nach seiner Rückkehr in die Türkei erhielt er am 30. August 1995 seine Beförderung zum Konteradmiral (Tümamiral) und war daraufhin bis zum 14. August 1996 Kommandant der Marineschule.
Als Nachfolger von Konteradmiral Aydın Canel wurde Tezeren am 14. August 1996 Oberkommandierender der Küstenwache (Türk Sahil Güvenlik Komutanlığı) und bekleidete diese Funktion bis zu seiner Ablösung durch Konteradmiral Yalçın Ertuna am 14. August 1998. Er selbst war im Anschluss zwischen 1998 und 1999 abermals Chefs des Stabes des Flottenkommandos sowie zuletzt von 1999 bis zu seinem Eintritt in den Ruhestand am 30. August 2000 Leiter der Abteilung Monitoring und Evaluierung im Oberkommando der Marine. 
Alper Çetin Tezeren, der mit Gönül Tezeren verheiratet und Vater einer Tochter ist, spricht neben Türkisch auch Englisch.